# Grešlové Mýto
Grešlové Mýto – gmina w Czechach, w powiecie Znojmo, w kraju południowomorawskim. Według danych z dnia 1 stycznia 2022 liczyła 208 mieszkańców.